# Košlák
Košlák (německy Kockschlag, jiné názvy: také: Kokschlag, Kosslak, Kotschlag) je zaniklá osada na území městyse Staré Město pod Landštejnem v okrese Jindřichův Hradec na hranici s Rakouskem. Dnes je zcela zničená a lze nalézt pouze malé zbytky zarostlých základů a kamenná boží muka.

## Historie
První písemná zmínka pochází z roku 1579. V roce 1910 zde bylo 8 domů s 37 obyvateli německé národnosti. Obec zanikla roku 1953 z důvodu hraničního pásma.